# 혀밑신경관
혀밑신경관(hypoglossal canal), 또는 설하신경관은 머리뼈의 뒤통수뼈에 있는 구멍이다. 혀밑신경관의 안쪽과 위쪽에서는 뒤통수뼈관절융기로 숨겨져 있다. 관 안으로 혀밑신경이 주행한다.

## 구조
혀밑신경관은 뒤통수뼈바닥(basiocciput)과 뒤통수뼈의 목정맥구멍돌기 사이의 골단 접합부에 있다.

### 변이
배아에서 변이는 때때로 뒤통수뼈가 형성될 때 2개 이상의 혀밑신경관이 존재하게 할 수 있다.

### 발생
혀밑신경관은 포유류의 발생 단계에서 형성된다.

## 기능
혀밑신경관을 통해 숨뇌 근처의 입구 지점에서 목정맥구멍 근처의 머리뼈바닥으로부터 출구까지 혀밑신경이 주행한다.

## 임상적 중요성
혀밑신경관에 대한 연구는 머리뼈바닥에서 발견되는 다양한 종양(대형 경정맥사구종, 골수종, 뇌수막종)의 진단에 도움이 된다. 혀밑신경관에 대한 연구는 뇌의 해당 영역에서 수술을 수행하기 위한 안전하게 구멍을 뚫는 기술의 개발을 중심으로 이루어진다.

## 연구
연구자들은 200만 년 전에 살았던 유인원들이 현대 침팬지와 같은 크기의 운하를 가지고 있다는 것을 발견했다. 따라서 일부 과학자들은 그들이 말을 할 수 없었을 것이라고 가정한다. 그러나 40만 년 전의 고대 호모 사피엔스는 현대인과 같은 크기의 운하를 가지고 있어 말을 할 수 있었을 것이라고 여겨진다. 일부 네안데르탈인도 고대 호모 사피엔스와 같은 크기의 설하관을 가지고 있었다. 그러나 여러 영장류 종을 대상으로 한 최근 연구에서는 혀밑신경관의 크기와 말 사이의 관계에 대한 결정적인 증거를 찾지 못했다.

## 추가 이미지

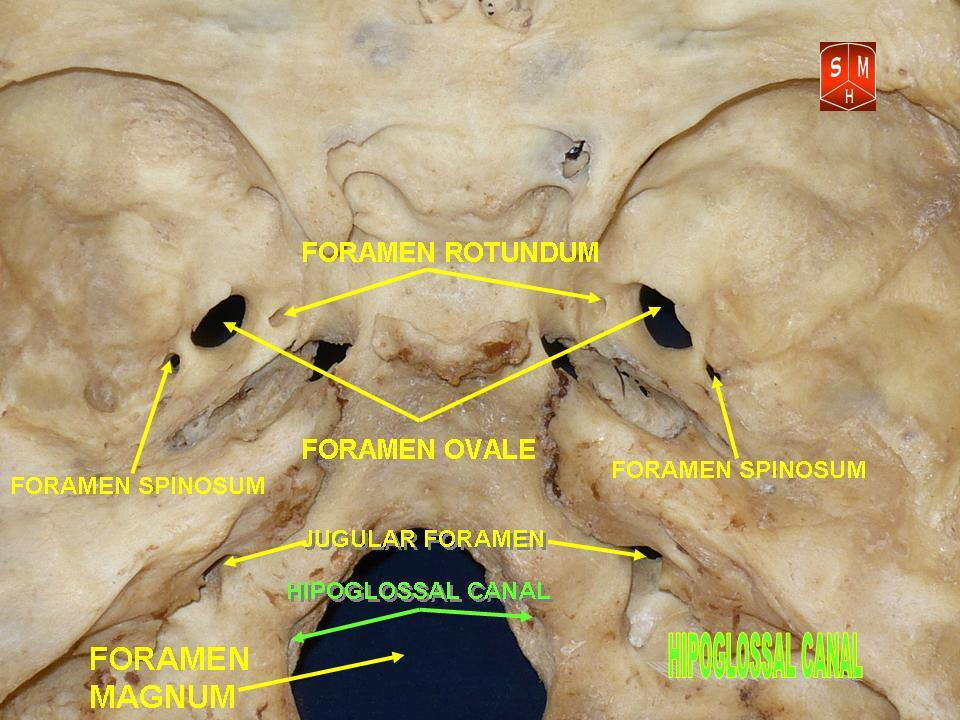
혀밑신경관.
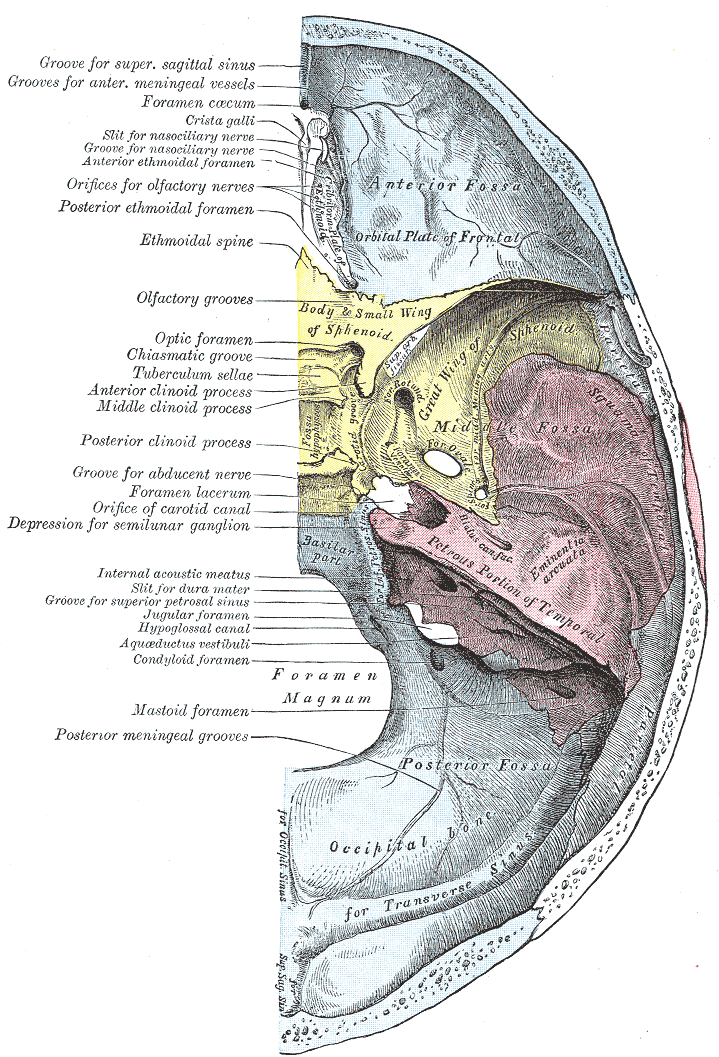
머리뼈바닥 윗면.
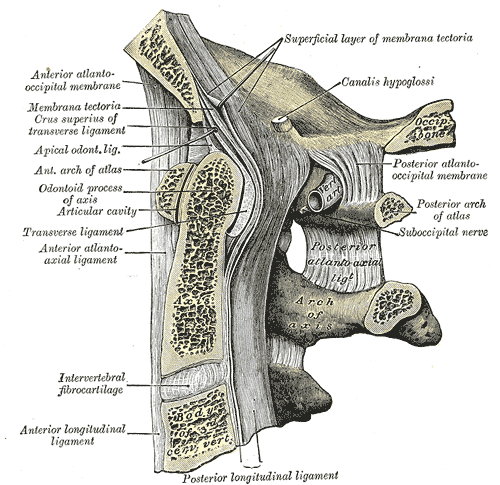
뒤통수뼈와 맨 위의 목뼈 세 개에 대한 시상단면.

## 같이 보기
- 뒤통수뼈
- 혀밑신경